# (3458) Boduognat
(3458) Boduognat (1985 RT3) – planetoida z grupy pasa głównego asteroid okrążająca Słońce w ciągu 3,84 lat w średniej odległości 2,45 j.a. Odkrył ją Henri Debehogne 7 września 1985 roku.